# Giuseppe Antonio Sala
Giuseppe Antonio Sala, italijanski rimskokatoliški duhovnik in kardinal, * 27. oktober 1762, † 23. junij 1839.

## Življenjepis
30. septembra 1831 je bil povzdignjen v kardinala in imenovan za kardinal-duhovnika S. Maria della Pace.
21. marca 1834 je postal prefekt znotraj Rimske kurije.